# Liste der Autorenbeteiligungen und Produktionen von Philipp Steinke
Dies ist eine Übersicht über die Kompositionen, Liedtexte und Musikproduktionen des deutschen Musikers Philipp Steinke. Zu berücksichtigen ist, dass Hitmedleys, Remixe, Liveaufnahmen oder Neuaufnahmen des gleichen Interpreten nicht aufgeführt werden. Tätigkeiten als Komponist und/oder Liedtexter sind in der folgenden Tabelle als Autor zusammengefasst worden.

## #
| Jahr | Titel               | Interpret    | Autor                       | Produzent |
| ---- | ------------------- | ------------ | --------------------------- | --------- |
| 2006 | 44 Words for Misery | Asher Lane   | Grünes Häkchensymbol für ja |           |
| 2018 | 194 Länder          | Mark Forster | Grünes Häkchensymbol für ja |           |

## A
| Jahr | Titel                              | Interpret                                     | Autor                       | Produzent                   |
| ---- | ---------------------------------- | --------------------------------------------- | --------------------------- | --------------------------- |
| 2010 | About to Break                     | Asher Lane                                    | Grünes Häkchensymbol für ja |                             |
| 2015 | Across the River                   | Lovers Electric                               |                             | Grünes Häkchensymbol für ja |
| 2016 | Ahoi ade                           | Bosse                                         |                             | Grünes Häkchensymbol für ja |
| 2015 | All I Need                         | Lovers Electric                               |                             | Grünes Häkchensymbol für ja |
| 2013 | Alter Affe Angst                   | Bosse                                         |                             | Grünes Häkchensymbol für ja |
| 2006 | Agony of Love                      | Asher Lane                                    | Grünes Häkchensymbol für ja |                             |
| 2014 | Amor en suspenso (Crocodile Tears) | Alejandra Guzmán                              | Grünes Häkchensymbol für ja |                             |
| 2011 | An Rosalinde                       | Johannes Strate                               |                             | Grünes Häkchensymbol für ja |
| 2011 | Army                               | BOY                                           |                             | Grünes Häkchensymbol für ja |
| 2014 | Au revoir                          | Mark Forster                                  | Grünes Häkchensymbol für ja |                             |
| 2014 | Au revoir                          | Mark Forster feat. Sido                       | Grünes Häkchensymbol für ja |                             |
| 2015 | Au revoir                          | Opus Sanctus                                  | Grünes Häkchensymbol für ja |                             |
| 2015 | Au revoir                          | SpongeBob Schwammkopf (Liedtitel: Du bist da) | Grünes Häkchensymbol für ja |                             |
| 2017 | Au revoir                          | Stefanie Kloß                                 | Grünes Häkchensymbol für ja |                             |
| 2014 | Auf anderen Wegen                  | Andreas Bourani                               |                             | Grünes Häkchensymbol für ja |
| 2013 | Aufhören mich zu verlieren         | Revolverheld                                  |                             | Grünes Häkchensymbol für ja |
| 2016 | Außerhalb der Zeit                 | Bosse                                         |                             | Grünes Häkchensymbol für ja |

## B
| Jahr | Titel               | Interpret       | Autor                       | Produzent                   |
| ---- | ------------------- | --------------- | --------------------------- | --------------------------- |
| 2013 | Bands deiner Jugend | Revolverheld    |                             | Grünes Häkchensymbol für ja |
| 2006 | Beautiful Falling   | Asher Lane      | Grünes Häkchensymbol für ja |                             |
| 2016 | Blicke              | Bosse           |                             | Grünes Häkchensymbol für ja |
| 2011 | Boris               | BOY             |                             | Grünes Häkchensymbol für ja |
| 2014 | Boy                 | July            | Grünes Häkchensymbol für ja |                             |
| 2015 | Brave Men           | Lovers Electric |                             | Grünes Häkchensymbol für ja |
| 2013 | Brillant            | Bosse           |                             | Grünes Häkchensymbol für ja |
| 2015 | Broken Glass        | Lovers Electric |                             | Grünes Häkchensymbol für ja |

## C
| Jahr | Titel          | Interpret  | Autor                       | Produzent |
| ---- | -------------- | ---------- | --------------------------- | --------- |
| 2010 | Cross the Line | Asher Lane | Grünes Häkchensymbol für ja |           |

## D
| Jahr | Titel                                                  | Interpret               | Autor                       | Produzent                   |
| ---- | ------------------------------------------------------ | ----------------------- | --------------------------- | --------------------------- |
| 2015 | Dangerous Games                                        | Lovers Electric         |                             | Grünes Häkchensymbol für ja |
| 2013 | Das kann uns keiner nehmen                             | Revolverheld            |                             | Grünes Häkchensymbol für ja |
| 2016 | Dein Hurra                                             | Bosse                   | Grünes Häkchensymbol für ja | Grünes Häkchensymbol für ja |
| 2013 | Deine Nähe tut mir weh                                 | Revolverheld            |                             | Grünes Häkchensymbol für ja |
| 2014 | Der Tag wird kommen                                    | Marcus Wiebusch         |                             | Grünes Häkchensymbol für ja |
| 2011 | Die Tür ist immer offen                                | Johannes Strate         |                             | Grünes Häkchensymbol für ja |
| 2011 | Die Zeichen stehen auf Sturm                           | Johannes Strate         |                             | Grünes Häkchensymbol für ja |
| 2013 | DNA                                                    | Anna F.                 | Grünes Häkchensymbol für ja | Grünes Häkchensymbol für ja |
| 2015 | DNA                                                    | The Young Professionals | Grünes Häkchensymbol für ja |                             |
| 2010 | Drive Darling                                          | BOY                     | Grünes Häkchensymbol für ja | Grünes Häkchensymbol für ja |
| 2021 | Drive Darling                                          | Madeline Juno           | Grünes Häkchensymbol für ja |                             |
| 2011 | Du bist mit dir allein                                 | Johannes Strate         |                             | Grünes Häkchensymbol für ja |
| 2011 | Du kannst streiten und schreien bis die Welt untergeht | Johannes Strate         |                             | Grünes Häkchensymbol für ja |

## E
| Jahr | Titel                           | Interpret            | Autor                       | Produzent                   |
| ---- | ------------------------------- | -------------------- | --------------------------- | --------------------------- |
| 2018 | Einmal                          | Mark Forster         | Grünes Häkchensymbol für ja |                             |
| 2011 | Es tut mir weh dich so zu sehen | Johannes Strate      |                             | Grünes Häkchensymbol für ja |
| 2010 | Every Day Is Christmas          | Jacky Cheung         | Grünes Häkchensymbol für ja |                             |
| 2014 | Every Day Is Christmas          | Earth, Wind and Fire | Grünes Häkchensymbol für ja |                             |
| 2016 | Every Day Is Christmas          | Nils Landgren        | Grünes Häkchensymbol für ja |                             |
| 2006 | Explain                         | Asher Lane           | Grünes Häkchensymbol für ja |                             |

## F
| Jahr | Titel             | Interpret                                 | Autor                       | Produzent                   |
| ---- | ----------------- | ----------------------------------------- | --------------------------- | --------------------------- |
| 2013 | Familienfest      | Bosse                                     |                             | Grünes Häkchensymbol für ja |
| 2015 | Fear              | BOY                                       |                             | Grünes Häkchensymbol für ja |
| 2015 | Flames            | BOY                                       |                             | Grünes Häkchensymbol für ja |
| 2014 | Flash mich        | Mark Forster                              | Grünes Häkchensymbol für ja |                             |
| 2015 | Flash mich        | Simon Stabauer (Liedtitel: Märchenhelden) | Grünes Häkchensymbol für ja |                             |
| 2016 | Flash mich        | Arktis                                    | Grünes Häkchensymbol für ja |                             |
| 2017 | Flash mich        | The BossHoss                              | Grünes Häkchensymbol für ja |                             |
| 2016 | Flüsterton        | Mark Forster                              | Grünes Häkchensymbol für ja |                             |
| 2017 | Flüsterton        | Michael Patrick Kelly                     | Grünes Häkchensymbol für ja |                             |
| 2015 | Friedberg         | Emji                                      | Grünes Häkchensymbol für ja |                             |
| 2014 | Fools             | Anna F.                                   | Grünes Häkchensymbol für ja | Grünes Häkchensymbol für ja |
| 2010 | Fred Jones, Pt. 2 | BOY                                       |                             | Grünes Häkchensymbol für ja |
| 2014 | Friedberg         | Anna F.                                   | Grünes Häkchensymbol für ja | Grünes Häkchensymbol für ja |
| 2015 | Friedberg         | Emji & Anna F.                            | Grünes Häkchensymbol für ja | Grünes Häkchensymbol für ja |

## G
| Jahr | Titel             | Interpret       | Autor | Produzent                   |
| ---- | ----------------- | --------------- | ----- | --------------------------- |
| 2011 | Gespenster        | Johannes Strate |       | Grünes Häkchensymbol für ja |
| 2014 | Good Girl         | Anna F.         |       | Grünes Häkchensymbol für ja |
| 2011 | Guten Morgen Anna | Johannes Strate |       | Grünes Häkchensymbol für ja |

## H
| Jahr | Titel                    | Interpret         | Autor                       | Produzent                   |
| ---- | ------------------------ | ----------------- | --------------------------- | --------------------------- |
| 2012 | Herz                     | Mia Diekow        |                             | Grünes Häkchensymbol für ja |
| 2014 | Hey                      | Andreas Bourani   | Grünes Häkchensymbol für ja | Grünes Häkchensymbol für ja |
| 2015 | Hey                      | Yvonne Catterfeld | Grünes Häkchensymbol für ja |                             |
| 2013 | Hinter der Elbe New York | Revolverheld      |                             | Grünes Häkchensymbol für ja |
| 2015 | Hit My Heart             | BOY               |                             | Grünes Häkchensymbol für ja |
| 2006 | Hold On                  | Asher Lane        | Grünes Häkchensymbol für ja |                             |
| 2015 | Home                     | Lovers Electric   |                             | Grünes Häkchensymbol für ja |
| 2015 | Hotel                    | BOY               |                             | Grünes Häkchensymbol für ja |

## I
| Jahr | Titel                           | Interpret       | Autor                       | Produzent                   |
| ---- | ------------------------------- | --------------- | --------------------------- | --------------------------- |
| 2013 | Ich lass für dich das Licht an  | Revolverheld    |                             | Grünes Häkchensymbol für ja |
| 2011 | Ich mach meinen Frieden mit mir | Johannes Strate |                             | Grünes Häkchensymbol für ja |
| 2015 | If Love Is Not the Answer       | Lovers Electric |                             | Grünes Häkchensymbol für ja |
| 2013 | Immer in Bewegung               | Revolverheld    |                             | Grünes Häkchensymbol für ja |
| 2018 | Immer noch fühlen               | Revolverheld    | Grünes Häkchensymbol für ja | Grünes Häkchensymbol für ja |
| 2016 | Immer so lieben                 | Bosse           |                             | Grünes Häkchensymbol für ja |
| 2014 | Insel                           | Juli            |                             | Grünes Häkchensymbol für ja |
| 2016 | Insel                           | Bosse           |                             | Grünes Häkchensymbol für ja |
| 2006 | Inside My Head                  | Asher Lane      | Grünes Häkchensymbol für ja |                             |
| 2015 | Into the Wild                   | BOY             |                             | Grünes Häkchensymbol für ja |
| 2013 | Istanbul                        | Bosse           |                             | Grünes Häkchensymbol für ja |

## J
| Jahr | Titel | Interpret | Autor                       | Produzent                   |
| ---- | ----- | --------- | --------------------------- | --------------------------- |
| 2010 | July  | BOY       | Grünes Häkchensymbol für ja | Grünes Häkchensymbol für ja |

## K
| Jahr | Titel            | Interpret        | Autor | Produzent                   |
| ---- | ---------------- | ---------------- | ----- | --------------------------- |
| 2013 | Konfetti         | Bosse            |       | Grünes Häkchensymbol für ja |
| 2013 | Kraniche         | Bosse            |       | Grünes Häkchensymbol für ja |
| 2016 | Krumme Symphonie | Bosse mit Casper |       | Grünes Häkchensymbol für ja |

## L
| Jahr | Titel          | Interpret    | Autor | Produzent                   |
| ---- | -------------- | ------------ | ----- | --------------------------- |
| 2013 | Lass uns gehen | Revolverheld |       | Grünes Häkchensymbol für ja |
| 2011 | Little Numbers | BOY          |       | Grünes Häkchensymbol für ja |

## M
| Jahr | Titel     | Interpret | Autor | Produzent                   |
| ---- | --------- | --------- | ----- | --------------------------- |
| 2016 | Mordor    | Bosse     |       | Grünes Häkchensymbol für ja |
| 2013 | Müßiggang | Bosse     |       | Grünes Häkchensymbol für ja |

## N
| Jahr | Titel                    | Interpret        | Autor                       | Produzent                   |
| ---- | ------------------------ | ---------------- | --------------------------- | --------------------------- |
| 2016 | Nachttischlampe          | Bosse            |                             | Grünes Häkchensymbol für ja |
| 2016 | Natalie                  | Mark Forster     | Grünes Häkchensymbol für ja |                             |
| 2010 | Neon Love                | Asher Lane       | Grünes Häkchensymbol für ja |                             |
| 2013 | Neu anfangen             | Revolverheld     |                             | Grünes Häkchensymbol für ja |
| 2015 | New Day                  | Lovers Electric  |                             | Grünes Häkchensymbol für ja |
| 2015 | New York                 | BOY              |                             | Grünes Häkchensymbol für ja |
| 2014 | Nimm meine Hand          | Andreas Bourani  |                             | Grünes Häkchensymbol für ja |
| 2015 | No Sleep for the Dreamer | BOY              |                             | Grünes Häkchensymbol für ja |
| 2016 | Notruf der Erde          | Madita Killinger | Grünes Häkchensymbol für ja |                             |

## O
| Jahr | Titel        | Interpret       | Autor | Produzent                   |
| ---- | ------------ | --------------- | ----- | --------------------------- |
| 2014 | Off          | Marcus Wiebusch |       | Grünes Häkchensymbol für ja |
| 2011 | Oh Boy       | BOY             |       | Grünes Häkchensymbol für ja |
| 2015 | Ordinary Day | Lovers Electric |       | Grünes Häkchensymbol für ja |

## P
| Jahr | Titel              | Interpret    | Autor                       | Produzent |
| ---- | ------------------ | ------------ | --------------------------- | --------- |
| 2011 | Picture by Picasso | Doris Decker | Grünes Häkchensymbol für ja |           |

## R
| Jahr | Titel            | Interpret | Autor | Produzent                   |
| ---- | ---------------- | --------- | ----- | --------------------------- |
| 2011 | Railway          | BOY       |       | Grünes Häkchensymbol für ja |
| 2015 | Rivers or Oceans | BOY       |       | Grünes Häkchensymbol für ja |

## S
| Jahr | Titel              | Interpret       | Autor                       | Produzent                   |
| ---- | ------------------ | --------------- | --------------------------- | --------------------------- |
| 2006 | Save Your Heart    | Asher Lane      | Grünes Häkchensymbol für ja |                             |
| 2013 | Schönste Zeit      | Bosse           |                             | Grünes Häkchensymbol für ja |
| 2011 | Silver Streets     | BOY             |                             | Grünes Häkchensymbol für ja |
| 2010 | Skin               | BOY             |                             | Grünes Häkchensymbol für ja |
| 2013 | So oder so         | Bosse           |                             | Grünes Häkchensymbol für ja |
| 2013 | Sommer in Schweden | Revolverheld    |                             | Grünes Häkchensymbol für ja |
| 2013 | Sophie             | Bosse           |                             | Grünes Häkchensymbol für ja |
| 2016 | Steine             | Bosse           |                             | Grünes Häkchensymbol für ja |
| 2015 | Stimme             | Eff             | Grünes Häkchensymbol für ja |                             |
| 2015 | Storm              | Lovers Electric |                             | Grünes Häkchensymbol für ja |

## T
| Jahr | Titel                 | Interpret       | Autor                       | Produzent                   |
| ---- | --------------------- | --------------- | --------------------------- | --------------------------- |
| 2015 | Ten Minutes           | Lovers Electric |                             | Grünes Häkchensymbol für ja |
| 2011 | This Is The Beginning | BOY             |                             | Grünes Häkchensymbol für ja |
| 2014 | Tongue Tied           | Anna F.         | Grünes Häkchensymbol für ja | Grünes Häkchensymbol für ja |
| 2014 | Too Far               | Anna F.         | Grünes Häkchensymbol für ja | Grünes Häkchensymbol für ja |

## U
| Jahr | Titel                | Interpret       | Autor | Produzent                   |
| ---- | -------------------- | --------------- | ----- | --------------------------- |
| 2014 | Unbelievable         | Anna F.         |       | Grünes Häkchensymbol für ja |
| 2014 | Underdog             | Anna F.         |       | Grünes Häkchensymbol für ja |
| 2012 | Unterwegs nach Süden | Johannes Strate |       | Grünes Häkchensymbol für ja |

## V
| Jahr | Titel         | Interpret | Autor | Produzent                   |
| ---- | ------------- | --------- | ----- | --------------------------- |
| 2013 | Vier Leben    | Bosse     |       | Grünes Häkchensymbol für ja |
| 2013 | Vive la danse | Bosse     |       | Grünes Häkchensymbol für ja |

## W
| Jahr | Titel                                                 | Interpret         | Autor                       | Produzent                   |
| ---- | ----------------------------------------------------- | ----------------- | --------------------------- | --------------------------- |
| 2006 | Waiting for Something                                 | Asher Lane        | Grünes Häkchensymbol für ja |                             |
| 2015 | Waiting for Something to Heppen                       | Lovers Electric   |                             | Grünes Häkchensymbol für ja |
| 2011 | Waitress                                              | BOY               |                             | Grünes Häkchensymbol für ja |
| 2011 | Waltz for Pony                                        | BOY               |                             | Grünes Häkchensymbol für ja |
| 2014 | We Could Be Something                                 | Anna F.           | Grünes Häkchensymbol für ja | Grünes Häkchensymbol für ja |
| 2015 | We Were Here                                          | BOY               |                             | Grünes Häkchensymbol für ja |
| 2010 | Weiter zu mir                                         | Giovanni Zarrella | Grünes Häkchensymbol für ja |                             |
| 2011 | Wenn es um uns brennt                                 | Johannes Strate   |                             | Grünes Häkchensymbol für ja |
| 2010 | Where We Are                                          | Asher Lane        | Grünes Häkchensymbol für ja |                             |
| 2014 | Which Way, Robert Frost?                              | Paolo Onesa       | Grünes Häkchensymbol für ja |                             |
| 2016 | Wir nehmen uns mit                                    | Bosse             |                             | Grünes Häkchensymbol für ja |
| 2013 | Wir schmeissen unserer Herzen ins Feuer               | Revolverheld      |                             | Grünes Häkchensymbol für ja |
| 2011 | Wir waren viel zu leise und die Welt war viel zu laut | Johannes Strate   |                             | Grünes Häkchensymbol für ja |
| 2011 | Wo ist mein Zuhause wenn nicht hier                   | Johannes Strate   | Grünes Häkchensymbol für ja | Grünes Häkchensymbol für ja |
| 2013 | Worte die bleiben                                     | Revolverheld      |                             | Grünes Häkchensymbol für ja |

## Z
| Jahr | Titel   | Interpret | Autor | Produzent                   |
| ---- | ------- | --------- | ----- | --------------------------- |
| 2010 | Zapping | BOY       |       | Grünes Häkchensymbol für ja |